# Comunità montana Aspromonte Orientale
La Comunità montana Aspromonte Orientale era una comunità montana calabrese, situata nella provincia di Reggio Calabria. La sede della Comunità si trovava nella cittadina di San Luca.
Con Legge Regionale n.25/2013 le Comunità Montane calabresi sono state soppresse e poste in liquidazione. Con delibera della Giunta Regionale n. 243 del 04/07/2013 sono stati nominati i Commissari liquidatori.
In precedenza, la Comunità montana dopo la legge di ridimensionamento delle Comunità montana, aveva visto dimezzarsi i centri comunali che appartenevano ad essa, passando da 15 agli attuali 8.

## Geografia fisica
La Comunità Montana comprendeva 8 comuni che gravitano sulle pendici orientali dell'Aspromonte, nella area geografica comunemente definita "Locride". La superficie della Comunità Montana era pari a 381 km² mentre la sua popolazione era di poco superiore ai 17.000 abitanti.

## Comuni
| Stemma | Comune                | Popolazione (ab) | Superficie (km2) |
| ------ | --------------------- | ---------------- | ---------------- |
|        | Africo                | 3.267            | 51 km²           |
|        | Samo                  | 921              | 50 km²           |
|        | San Luca              | 4.084            | 104 km²          |
|        | Antonimina            | 1.395            | 22 km²           |
|        | Careri                | 2.346            | 38 km²           |
|        | Ciminà                | 603              | 48 km²           |
|        | Platì                 | 3.762            | 50 km²           |
|        | Sant'Agata del Bianco | 678              | 18 km²           |